# Seznam čeških hokejistov na ledu
Seznam čeških hokejistov na ledu.

## A
- Josef Augusta

## B
- Michal Birner
- Vladimír Bouzek
- Augustin Bubník
- Vlastimil Bubník
- Luděk Bukač (1935-2019)

## C
- Jiří Crha

## Č
- Petr Čajánek
- Roman Čechmánek
- Josef Černý
- František Černík
- Roman Červenka
- Rudolf Červený

## D
- Jiří Dolana
- Jaroslav Drobný
- Radek Dvořák

## F
- Jiří Fischer
- Jan Fleischmann
- Miloslav Fleischmann
- Pavel Francouz

## G
- Radko Gudas
- Karel Gut

## H
- Přemysl Hainý
- Jan Hamáček
- Robin Hanzl
- Dominik Hašek
- Martin Havlát
- Jan Hejda
- Aleš Hemský
- Jan Hlaváč
- Ivan Hlinka
- Jaroslav Hlinka
- Milan Hnilička
- Jiří Holeček
- Jiří Holík
- Roman Horák
- Miloslav Hořava
- Karel Hromádka
- Tomáš Hyka

## J
- Jaromir Jágr
- Tomáš Jelínek
- Jakub Jeřábek
- Jiří Jonák

## K
- Tomas Kaberle
- František Kaberle
- Milan Kajkl
- Michal Kempný
- Miroslav Kluc
- Radek Koblizek
- Jiří Kochta
- Aleš Kotalík
- Jan Kovář
- Jakub Krejčík
- Pavel Kubina
- František Kučera
- Jiří Kučera
- Marcel Kučera
- Oldřich Kučera
- Tomáš Kundrátek
- Miloš Kupec
- Vladimír Kýhos

## L
- Marek Laš

## M
- Oldřich Macháč
- Josef Maleček
- Vladimír Martinec
- Karel Masopust
- Bohumil Modrý
- Petr Mrázek

## N
- Vladimír Nadrchal
- Václav Nedomanský
- Rostislav Nejepsa
- Jan Němeček
- Eduard Novák

## P
- Jan Palouš (1888-1971)
- David Pastrňák
- Karel Pilař
- Tomáš Plekanec
- Miloslav Pokorný
- Vojtěch Polák
- František Pospíšil
- Rudolf Potsch
- Jaroslav Pouzar
- František Procházka
- Martin Procházka
- Vaclav Prospal
- Petr Průcha

## R
- Lukáš Radil
- Michal Řepík
- Pavel Richter
- Václav Roziňák
- Martin Ručinský
- Jan Rutta
- Vladimír Růžička

## S
- Vladimír Sobotka
- Antonín Stavjaňa
- Martin Straka
- Stanislav Sventek
- Adam Svoboda
- Oldřich Svoboda
- Petr Svoboda
- Radoslav Svoboda
- Jan Suchý
- Petr Sýkora (1976)
- Petr Sýkora (1978)

## Š
- Bedřich Ščerban
- Jiří Šejba
- Radim Šimek
- Jaromír Šindel
- Jiří Šlégr
- Richard Šmehlík
- Jaroslav Špaček
- Andrej Šustr

## T
- František Tikal
- David Tomášek
- Martin Tomášek
- Josef Trousílek
- Roman Turek

## U
- Zdeněk Uher
- Eduard Uvíra

## V
- Vaclav Varada
- Josef Vašíček
- Jiří Veber
- Vladimír Veith
- Otakar Vejvoda
- Miroslav Vlach
- Karel Vohralík
- Tomas Vokoun
- Roman Vopat
- Jakub Voráček
- Jakub Vrána
- Petr Vrána
- Radim Vrbata
- David Výborný
- František Výborný

## W
- Jaroslav Walter

## Z
- Vladimír Zábrodský
- Tomáš Zohorna

## Ž
- Richard Žemlička
- Marek Židlický